# Gerhard Ullmann
Gerhard Ullmann (* 1947 in Lauffen am Neckar) ist ein deutscher Kinder- und Jugendbuchautor. Er schreibt zumeist gemeinsam mit seiner Frau Uta, die wie er 1947 in Lauffen geboren wurde. Das Lehrerpaar hat neben Kinder- und Jugendbüchern auch Kinderhörspiele und Kurzgeschichten verfasst und ist außerdem auch künstlerisch tätig. Kunstwerke des Paars waren unter anderem im Rahmen der Ausstellungsreihe KunstRegionBahn 2000 und in der Villa Dessauer in Bamberg 2005 zu sehen.

## Werke (Auswahl)
zusammen mit Uta Ullmann-Iseran:
- Der Tag, an dem der Sandmann erwachte. Arena, Würzburg 1982, ISBN 3-401-03961-X
- Der Riss im Beton. Sauerländer, Aarau / Frankfurt am Main / Salzburg 1982, ISBN 3-7941-2352-2
- Logo, sagt die Hedwig. Herold, Stuttgart 1988, ISBN 3-7767-0454-3
- Super, diese Hedwig. Herold, Stuttgart [i. e. Fellbach] 1989, ISBN 3-7767-0481-0
- Echt stark, diese Hedwig. Herold, Fellbach 1993, ISBN 3-7767-0543-4
- Die Rückkehr der Schwalben. Alkyon, Weissach i.T. 1997, ISBN 3-926541-87-3